# Clara Kimball Young
Clara Kimball Young, nata Clara Kimball (Chicago, 6 settembre 1890 – Woodland Hills, 15 ottobre 1960), è stata un'attrice e produttrice cinematografica statunitense.
Sposata fino al 1916 con il regista James Young, di cui conservò il nome anche dopo il divorzio, fu una delle attrici più popolari del cinema muto.

## Biografia
Figlia di Pauline Maddern e di Edward M. Kimball, due attori di teatro, Clara fece il suo debutto sulle scene all'età di tre anni, continuando per tutta l'infanzia e adolescenza a recitare nella compagnia dove lavoravano i suoi. Si sposò con un collega, l'attore James Young, divenendo così Clara Kimball Young. Dopo aver spedito una sua fotografia alla casa cinematografica Vitagraph, venne contattata dallo studio che la mise sotto contratto insieme al marito nel 1912.

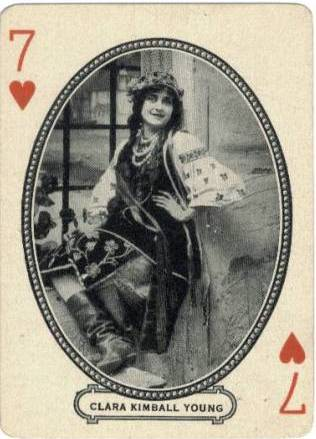
Regina delle carte da gioco

### Carriera
Il cinematografo, nuova forma di spettacolo, offrì a Clara Kimball Young - priva di grandi rivali - l'occasione di avere alla Vitagraph una rapida carriera. Le furono affidati ruoli di eroina virtuosa nelle pellicole a uno o due rulli che venivano prodotte in quel periodo. Nel 1913, l'attrice diventò una delle più popolari presenze femminili della Vitagraph, piazzandosi al 17º posto tra i divi amati dal pubblico. Purtroppo, la maggior parte dei film girati all'epoca dalla Young sono andati persi.
Nel 1914 la Vitagraph distribuì il film drammatico My Official Wife in cui l'attrice, diretta da suo marito James Young, aveva il ruolo di una rivoluzionaria russa e dove recitava a fianco di Earle Williams. Il film - ora perduto - ebbe un enorme successo e piazzò Clara e il suo partner al primo posto nella classifica di gradimento tra gli spettatori di cinema. Tanto che il mogul hollywoodiano Lewis J. Selznick la mise immediatamente sotto contratto.
Dopo una serie di ruoli di successo, Clara Kimball aveva una posizione preminente nella World Film Corporation insieme al marito, reputato ormai uno dei registi di punta della compagnia. Nel 1915, la popolarità dell'attrice rivaleggiava con quella di Mary Pickford, Dorothy e Lillian Gish, Pearl White, Edna Purviance e Mabel Normand, tanto da farla decidere di creare una propria casa di produzione, la Clara Kimball Young Film Corporation, chiamata anche C.K.Y. Film Corp. Con la sua nuova società, l'attrice mise in cantiere - dal 1916 al 1919 - quattordici film di cui lei era la protagonista indiscussa.

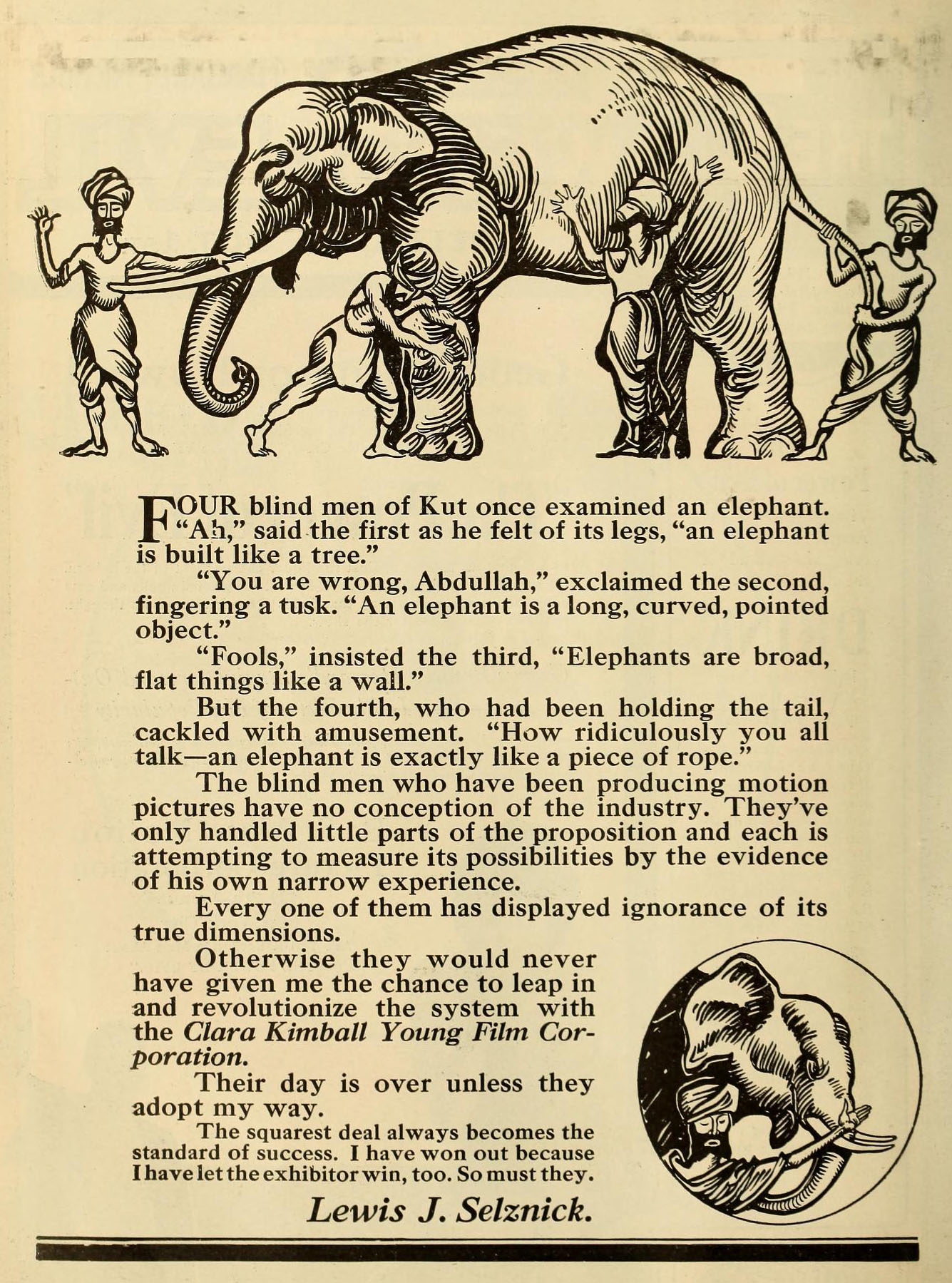
Pubblicità (1916)

La sua relazione con Lewis J. Selznick provocò, però, la fine del suo matrimonio: il 18 aprile 1919, Young ottenne il divorzio dalla moglie e la C.K.Y. chiude i battenti. L'attrice fondò, questa volta insieme a Selznick, una nuova casa di produzione, la Selznick Productions, società che avrebbe dovuto distribuire i suoi film e quelli di altri produttori indipendenti. Ma dopo soli quattro film, il rapporto tra lei e il produttore, insediatosi come presidente della società, si deteriorò: Clara Kimball faticò a districarsi nella ragnatela di cavilli legali e accusò il socio di averla frodata dei suoi profitti, attraverso una serie di società fittizie, tanto da non permetterle nessun controllo sui propri film.

### Ultimi anni di carriera
Pur restando un'attrice molto popolare, nei primi anni venti Clara Kimball Young incontrò grandi difficoltà nella gestione della sua carriera, difficoltà dovute in gran parte a Harry Garson, cui lei si era affidata nel 1917 dopo la rottura con Selznick. Complice l'inesperienza in campo cinematografico di Garson, l'attrice venne attaccata dalla stampa anche a causa della relazione personale che li legava. La sua popolarità cominciò a scemare e, nel 1925, girò il suo ultimo film muto, Lying Wives. Tornò a lavorare nel vaudeville e si sposò con il dottor Arthur Fauman.
L'avvento del sonoro le offrì l'opportunità di tornare sugli schermi: negli anni trenta interpretò piccoli ruoli in film della RKO e della Tiffany. Nel 1941, si ritirò definitivamente.
Morì nel 1960 alla Motion Picture House a Woodland Hills. È sepolta nel Grand View Memorial Park Cemetery di Glendale.

## Riconoscimenti
Per il suo contributo all'industria cinematografica, a Clara Kimball Young è stata assegnata una stella all'Hollywood Walk of Fame al 6513 di Hollywood Blvd.

## Galleria di film

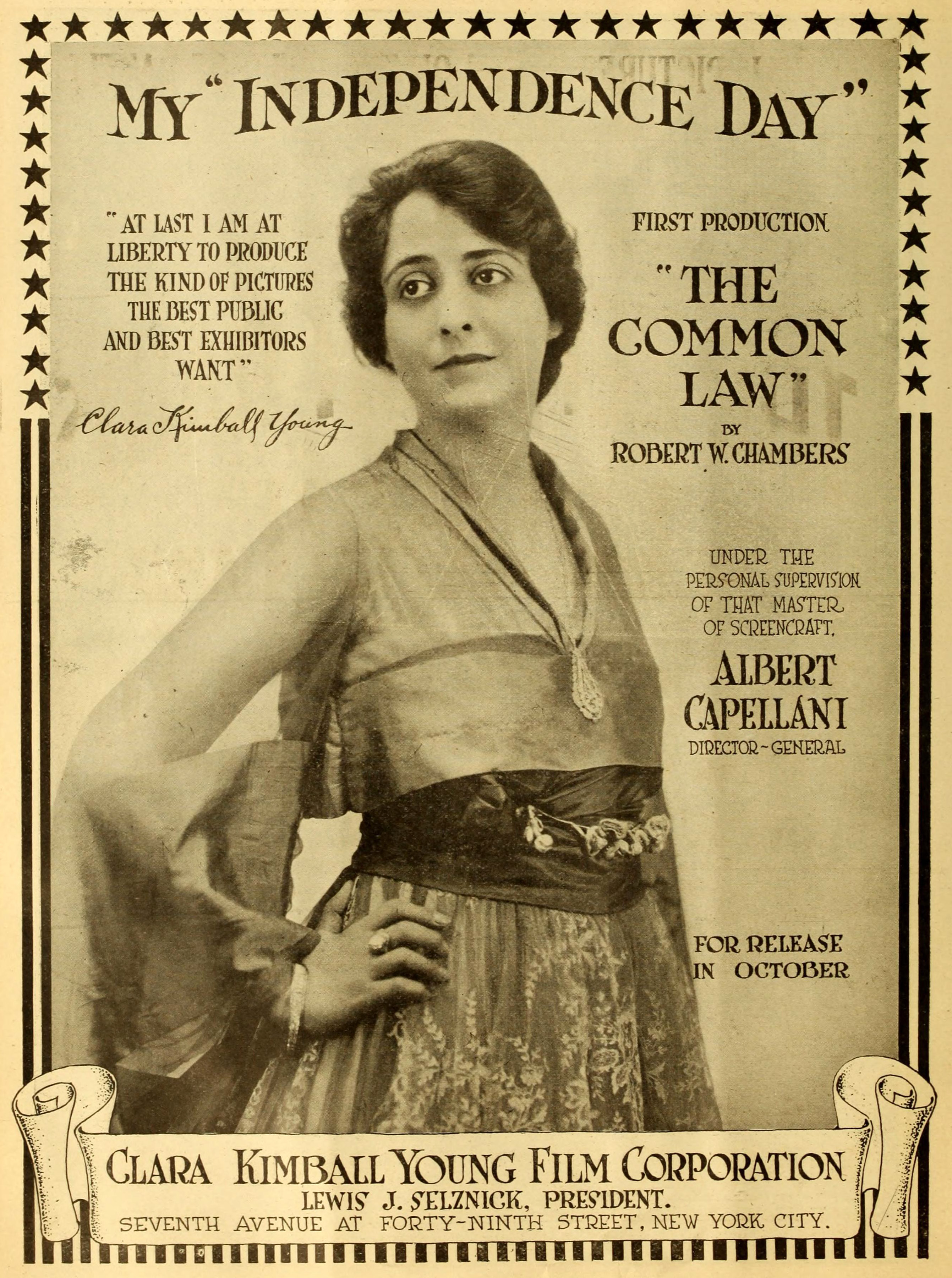
The Common Law, 1916
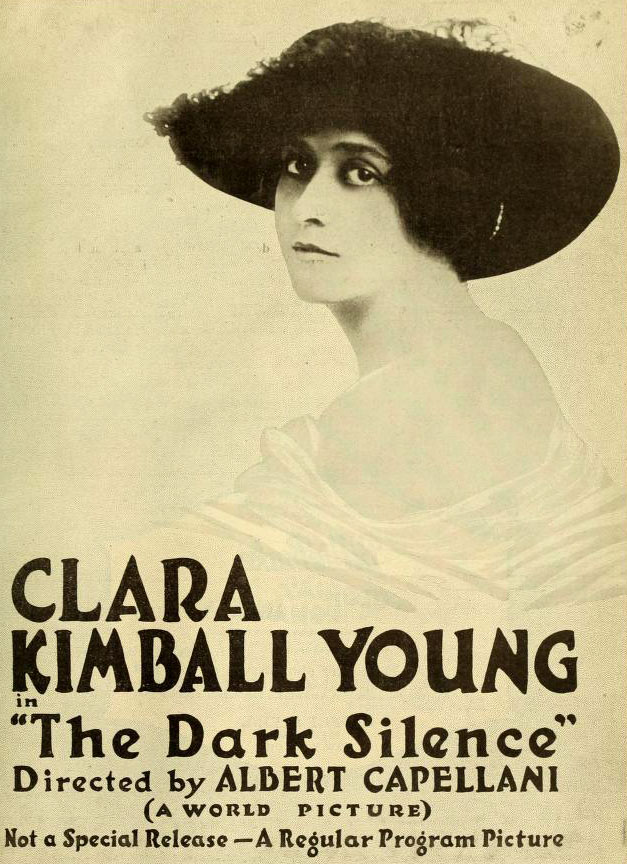
The Dark Silence, 1916
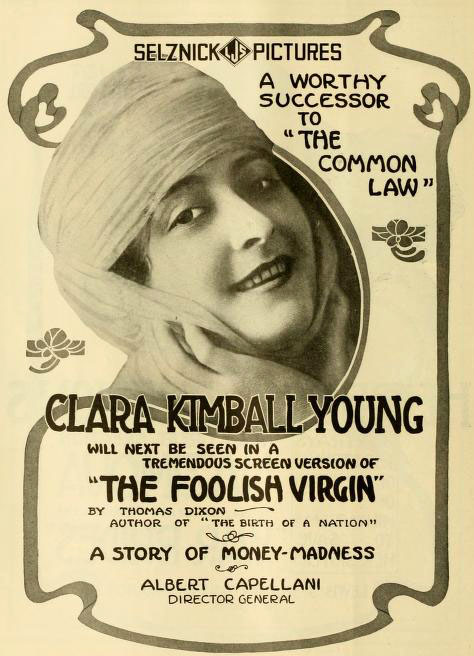
The Foolish Virgin, 1916
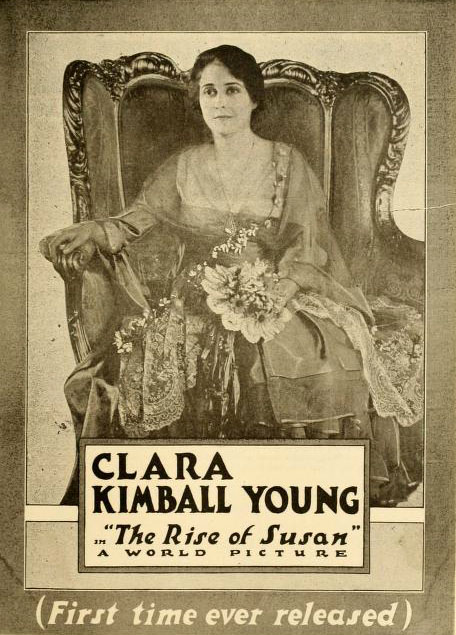
The Rise of Susan, 1917
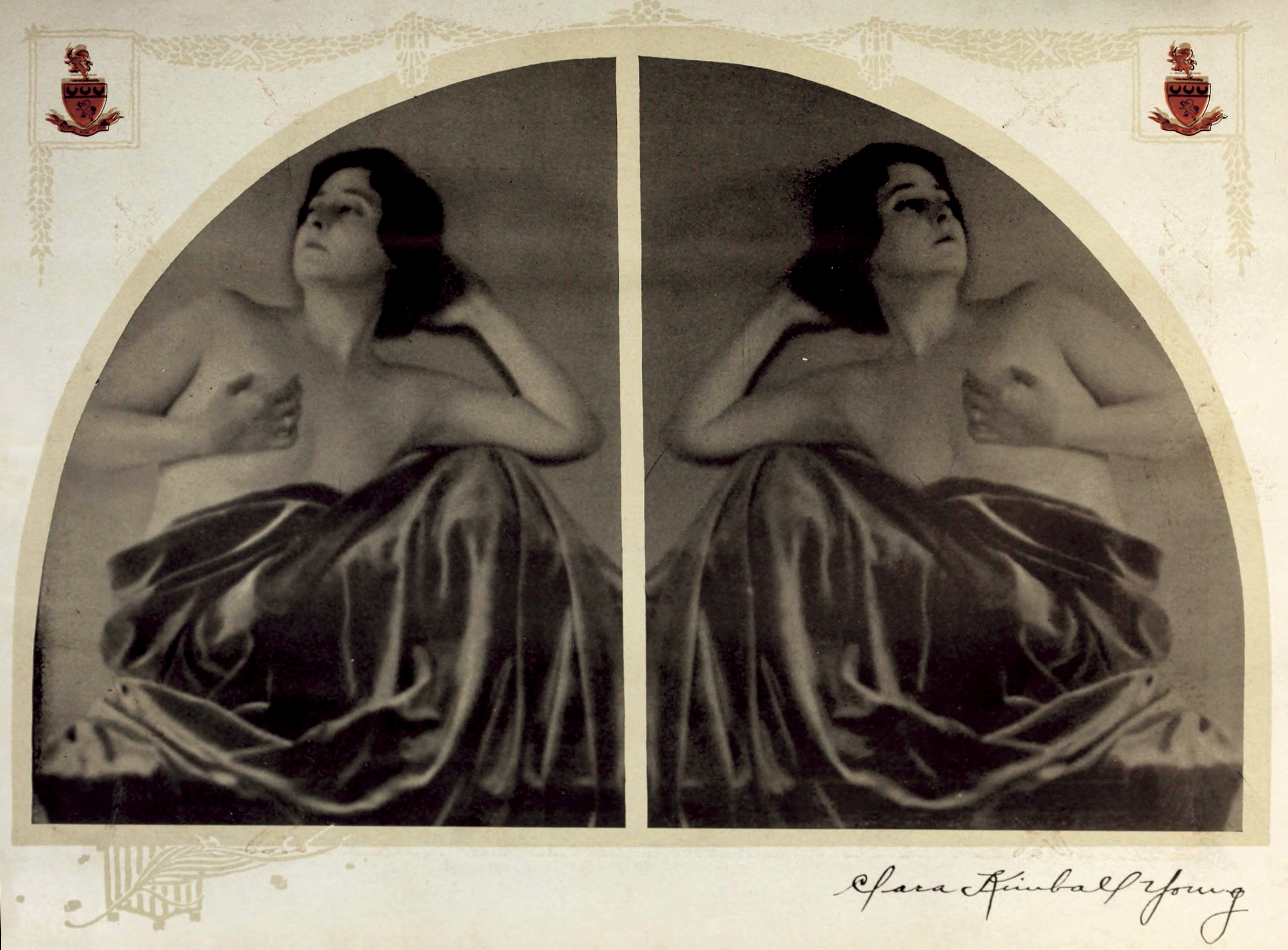
Pubblicità, 1917
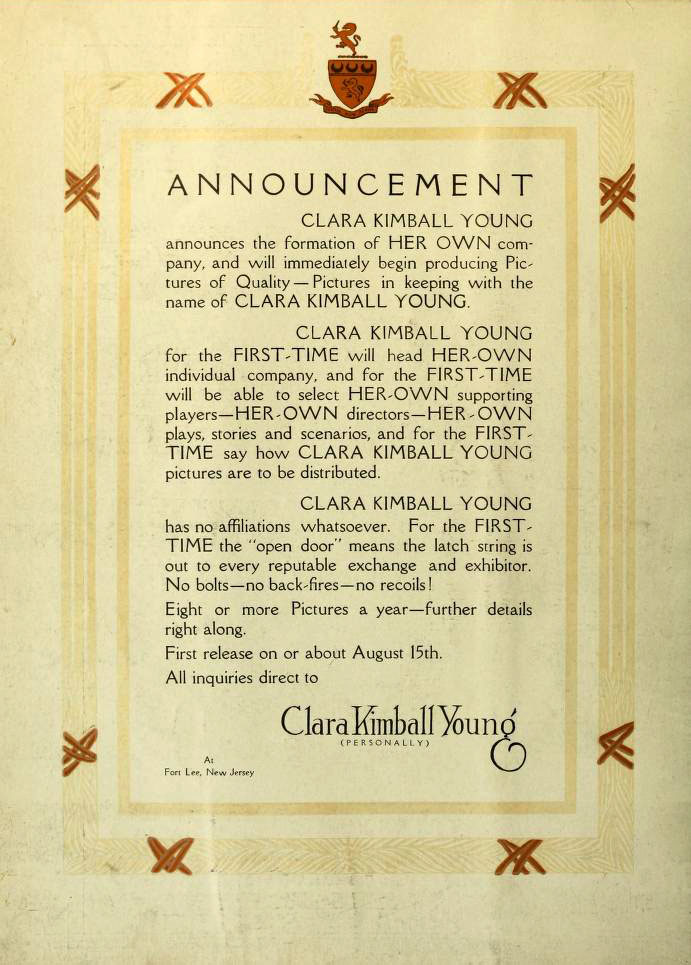
Pubblicità, 1917
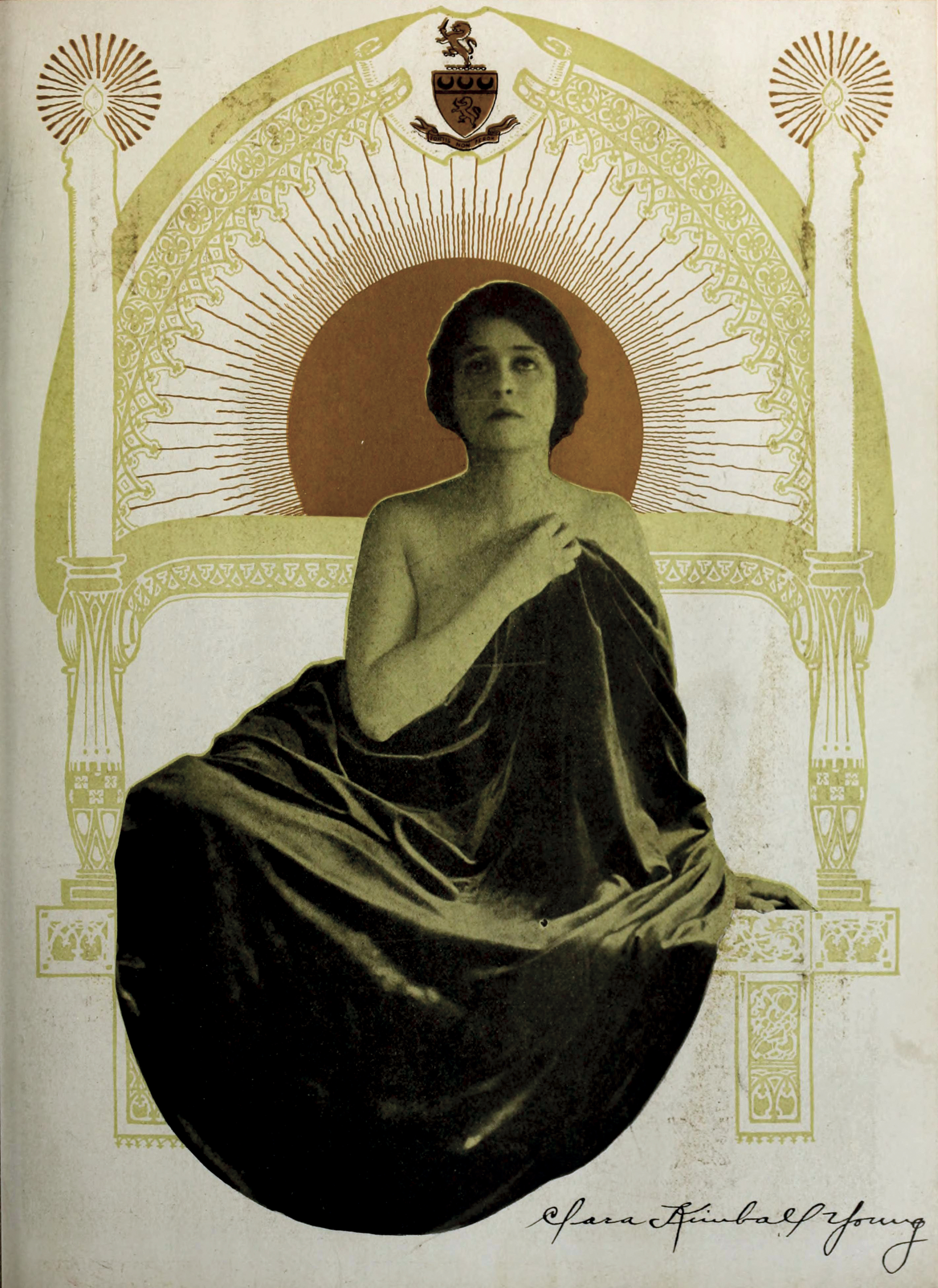
Pubblicità, 1917
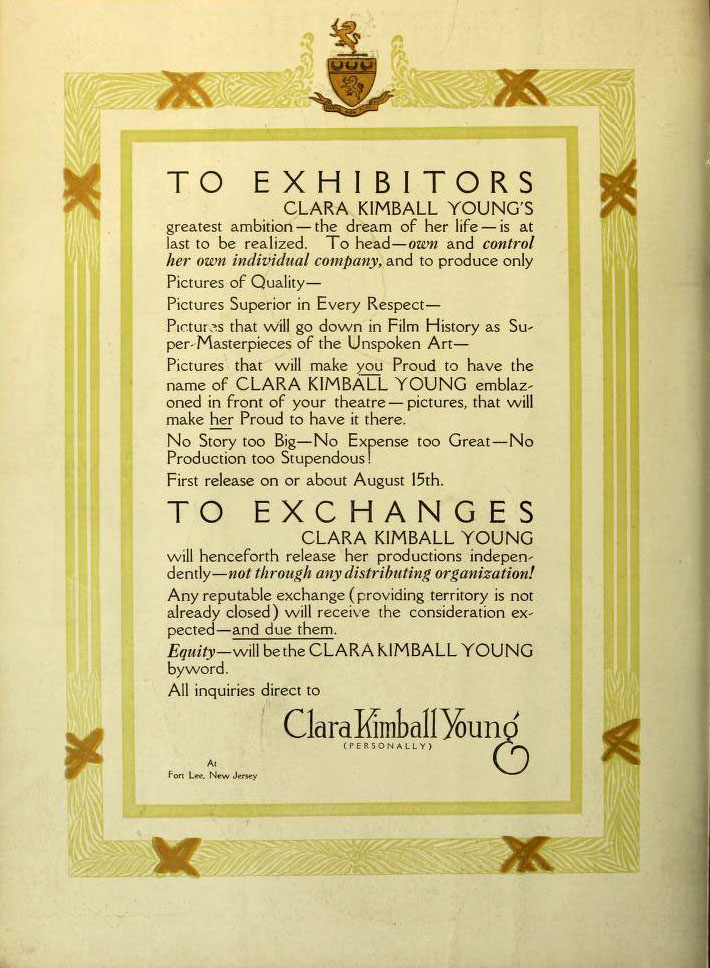
Pubblicità, 1917
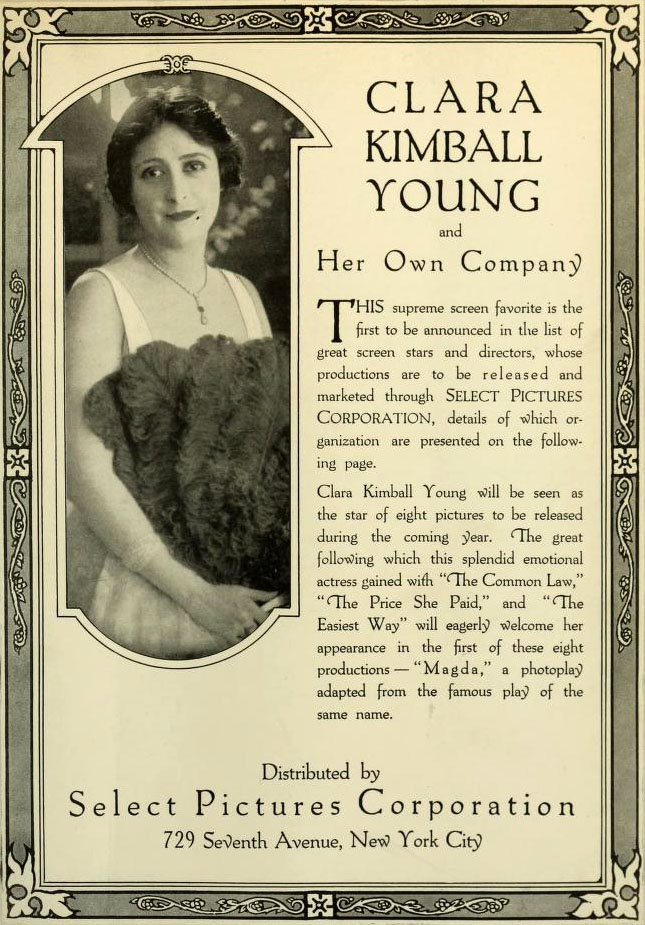
Pubblicità, 1917
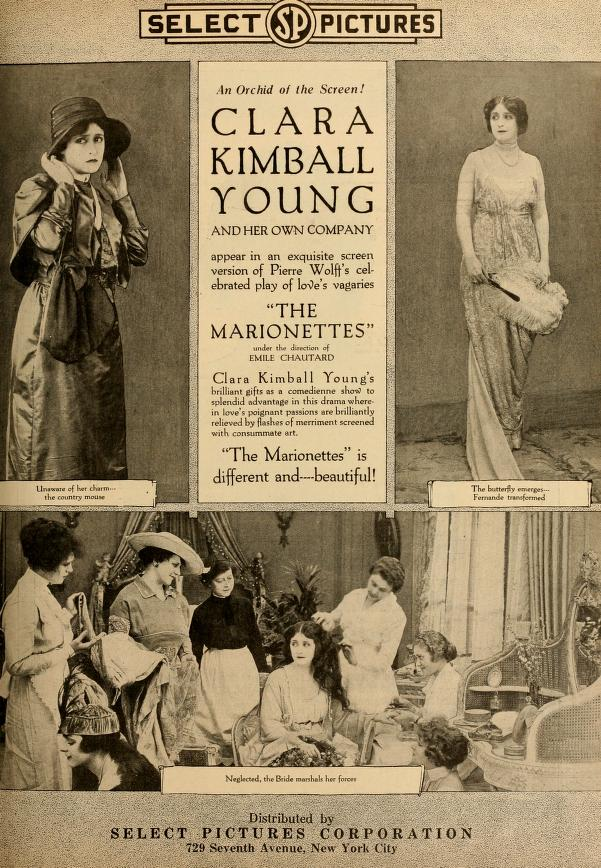
The Marionettes, 1918
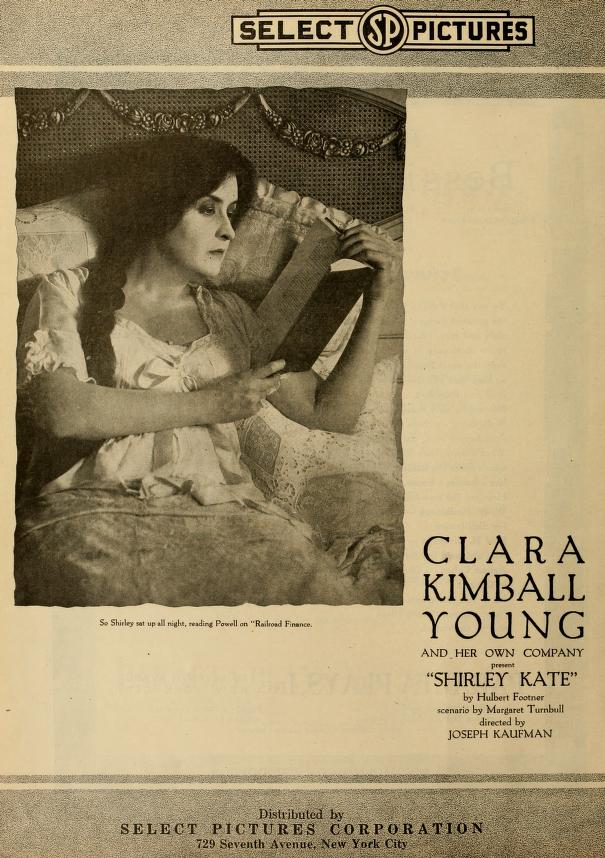
Shirley Kate, 1917